# Magyar jelnyelv
A magyar jelnyelv leginkább Magyarországon és a környező országokban használt jelnyelv. Legtöbb használója siket, nagyothalló, beszédfogyatékos vagy jeltolmács. 2009 óta hivatalos Magyarországon. A francia jelnyelvcsalád tagja, de sok jele közös az osztrák és a német jelnyelvvel. Közelebbi rokonai a szomszéd országok többségi lakosságának jelnyelvei, és a lengyel jelnyelv. Története a 19. század elejére, a váci siketiskola megalapításának idejére vezethető vissza. Hét nyelvjárása van, a budapesti, a debreceni, az egri, a kaposvári, a soproni, a szegedi és a váci. Egységes irodalmi nyelve nincs, ennek kialakítása a 21. század elején folyamatban van, a budapesti nyelvjárásra alapozva. Az egyes nyelvjárások kölcsönös érthetősége jó.
Maga a jelnyelv ugyan független a hangzó nyelvtől, de egyes megoldások hangzó nyelvi megoldásokon alapulnak, így a magyar nyelv is hat a magyar jelnyelvre. Különböző nyelvváltozatok különféle erősségű hatást mutatnak. Amikor a siketek egymással beszélgetnek, akkor szájképet csak a neveknél használnak, és arckifejezések gazdag készletével egészítik ki kézmozdulataikat. A jelelt magyar magyar nyelvtant használ jelnyelvi jelekkel. E kettő között több nyelvi változat is létezik, így a magyar nyelv hathat például a szórendre. 
Magyarországon a  Hallatlan Alapítvány és a SINOSZ jelnyelv tagozata gondozza és oktatja a magyar jelnyelvet, nyelvi képzést, jelnyelvi tolmácsok kiképzését is vállalják.
A 2009. évi CXXV. törvény a magyar jelnyelvről és a magyar jelnyelv használatáról a magyar jelnyelvet a hivatalos nyelv szintjére emelte Magyarországon.
2021.07.01. után államilag elismert nyelvvizsgát lehet tenni a magyar jelnyelvből.

## A jelek formája
Az ikonikus jelek közvetlenül utalnak valamilyen formára vagy mozdulatra. A jelnyelvet nem ismerők is megérthetik. A jelek egy másik jellegzetes csoportját hangzó nyelv, esetünkben a magyar motiválja; ekkor nem betűzik le a teljes szót, csak az első betűt jelenítik meg fonomimikával, és tátognak hozzá. Így jelenítik meg a hivatalos neveket. Vannak más jelnyelvekből átvett jelek is, a magyar jelnyelv sok olyan jelet tartalmaz, amit német nyelvterületen is értenek. Például az 'iszik' jelet Németországban és Ausztriában hallók is használják.
Vannak egy- és kétkezes jelek is. Ennek akkor van jelentősége, ha a jelelőnek foglalt a fél keze, például tart valamit. Ekkor azonban nehezebb megérteni, így több szerep jut az arcnak. A két kéz közül az egyik a vezető, általában a domináns, ügyesebb kéz. Kétkezes jelek esetén ez végzi a bonyolultabb mozdulatokat, egykezes jelek esetén ez formálja a jelet. Ennek váltakozása furcsának, idegenszerűnek hat.
A proformok a hangszimbolikához hasonlóan fejeznek ki hangulatokat, jelenítenek meg formát, elhelyezkedést, mozgást. Konkrét jelentésük nincs. Osztályozók utalnak arra, hogy a cselekvést hogyan, mivel végzik.
A jelnyelvekre jellemző, hogy a jelelők egymásnak és más fontos személyeknek, például családtagoknak, barátoknak és politikusoknak egy másik nevet adnak. Ez általában egy külső jellegzetességet ábrázol, ami lehet anyajegy vagy sebhely, utalhat hajviseletre vagy fülbevalóra is. Ahogy az ember változik, a jele is változhat.

## Nyelvtan

### Szófajok
A jelekre jellemző a többszófajúság, egy jel gyakran ige is és főnév is, vagy melléknév és határozószó is. A tulajdonneveket általában nem használják igeként. A legtöbb jelnyelvhez hasonlóan a módhatározók közül sok csak az arcon jelenik meg, a hozzá tartozó jelet módosítva. Az időhatározószók mind önálló jelek. A különböző névmások jól elkülönülnek a többi jeltől. A személyes, a mutató és a birtokos névmásokat a tér különböző pontjai, régiói jelenítik meg, így háromnál több személyt is kifejezhetnek. A speciális számnévi formákból gazdag készletet tud felvonultatni. 
A kérdőszavak itt is megvannak, de a kötőszavak ritkák, és viszonyszavak sincsenek önálló jelként, emiatt régebben úgy hitték, hogy a jelnyelv primitív, és viszonyító eszközök híján képtelen a gondolkodást támogatni, az csak a hangzó nyelvvel érhető el. A viszonyító eszközök szerepét a tér és az idő tölti be.
A poliszintetikus nyelvekhez hasonlóan előfordul, hogy egy hangzó nyelvi mondat egy jellel is kivitelezhető. Ugyan a gesztusok természetnél fogva lassabbak a beszédnél, de a jelnyelv kihasználja, hogy a térben párhuzamosan több dolgot is kifejezhet. A módhatározó, a fok- és mértékhatározó, néha a jelző is csak az arcon, vagy a jel kivitelezésében jelenik meg. A jelelő így mutathatja be hozzáállását, véleményét is. De vannak nyomatékosító szerepű jelek is.
- A 'mánia' használható legjobban szeret jelentésben
- A 'bomba', 'veszélyes', 'első' sok mindent nyomatékosíthat, de fokozhat is.

A jelnyelvekre általában is jellemző, hogy a teret viszonyító eszközként is használják, például személyragozásra. A szóba kerülő személyeket virtuális térképen helyezik el. Ezzel kifejezhető a történetben szereplők egymáshoz viszonyított helyzete is. Ha ez nem adódik, akkor a jelelő fiktív térpontokat, térszeleteket tűz ki. Ezek fejezik ki a névmásokat. Változó alakú jelnél az alanytól indul a mozgás, és oda irányul, amire hat. Különben egy segédjelet használnak, amit deltának neveznek, képzése pedig: a kézen behajlított középső ujj, a többi pedig egyenes. Ezt a jelet mozgatják, ha a jel nem változó alakú. A jelnyelveknél általános, hogy pontos leírást kell adni a kivitelezett mozgásokról, a térbeli elhelyezkedésről, az irányokról, a tárgyak alakjáról, az alkalmazott erő nagyságáról, és más hasonló körülményekről. Visszautaláskor egy korábban már említett dolgot ezeknek a körülményeknek egyike is jelölhet. Ez a visszautaló elem a proform.

### Mondatok

#### Egyszerű mondatok
A szórend általában: a mondat a már ismert információkkal kezdődik, és ezután jön az új információ. Emiatt az alapszórend alany – többi mondatrész – ige, de ez változhat. A határozók akár a mondat elejére is kerülhetnek. A jelzők közvetlenül jelzett szavuk előtt vagy után állnak. Megszokott, hogy ha két jelző van, akkor az egyik elöl, a másik hátul áll.
A mondat valamelyik eleme kiemelhető ismétléssel, vagy megfelelő arcjátékkal. A mondat elejére kerül, kivitelezése pedig viszonylag  hosszabbá, lassabbá válik. A fókusz azonban a mondat végén marad. Ha a fókuszt szembeállítják a mondat többi részével, akkor előtte hatásszünetet tartanak. Kiemelése rámutatással is jelezhető. Előfordulhat, hogy a kiemelni kívánt kifejezést többször is megismétlik a mondatban.
Ha egy kérdéssel a jelelő a már meglevő információkat próbálja kiegészíteni, akkor a kérdőszó a kérdés végére kerül. Ha a mondat elején szerepel, akkor az a magyar nyelv hatása. Ekkor gyakran megismétlik a mondat végén, egy kis hatásszünettel. Kiegészítendő kérdés esetén áll megemelkedik, szem hunyorít, szemöldök összevon, egy kissé mérges benyomást keltve. Az eldöntendő kérdést a fej és a váll előrehúzása, felemelkedő szemöldök és tágra nyitott szem fejezi ki. Az igenlő válasz kifejezhető bólintással, vagy a mondat megismétlésével. Ha a válasz nemleges, akkor a szemöldök összehúzódik, a száj csücske lefelé görbül, amit kézrázás kísérhet. Az alternatív kérdés választó mondatként alternatívákat sorol fel. Ekkor a mondatot a 'melyik' jel zárja, vagy pedig az ujjakon veszi számba a lehetőségeket. A szónoki kérdést másként kell feltenni; a mimika és a szórend is eltér a valódik kérdésektől.
A tagadást legegyszerűbben fejrázással lehet kifejezni, ezzel a teljes mondatot is le lehet tagadni. A negatív mimika ráül a mondatra, és kézrázás jelöli meg a tagadott elemet. Néhány jelnek önálló tagadó párja is létezik, ilyen a 'nem tudom', a 'nem lehet' és a 'nem hiszem', illetve az 'alaptalan' jelek. 
Van egy általános fosztóképző, ami megfigyelhető több jel képzésében is. A hiányt, az ürességet önálló elemek fejezik ki. A 'nulla' arra utal, hogy valamiből nincs semmi; az 'üres' valaminek a hiánya, illetve az ikonikus 'kopasz' egy hely üres voltát is jelenti.

#### Összetett mondatok
A nyelv mellérendelő mondatokban csak ritkán használ kötőszavakat, a jelsorokat inkább a tagolás és a szövegösszefüggés kapcsolja össze. A kötőszavak használata a magyar nyelv hatásának tulajdonítható.
- Kapcsolatos mondatok esetén a jelelő többnyire csak egy rövidebb szünetet tart.
- Ellentétes mondatok esetén a második tagmondatra ellentétet kifejező mimika ül, vagy egy tartalmas jel, mint a 'pech', vagy a 'téved', ezek azonban nem kötőszavak.
- Választó mondatok esetén az első mondat végére valamelyik 'melyik' jel kerül attól függően, hogy két vagy több lehetőség közül lehet-e választani. Az arcon bizonytalanság jelenik meg.
- A magyarázó mondat ritka, mert alaposan átrendezi a szórendet. Kötőszava a 'miért'.
- A következtető mondat gyakoribb, ennek is a 'miért' a kötőszava.

Alárendelő mondatokban a 'hogy' kötőszót egy egyszerű gesztus jelöli. Feltételes mondat esetén az elöl álló, ha kötőszós mondatnak megfelelő tagmondat alatt fej előredől, szem felemelkedik vagy hunyorít. A második, akkor kötőszósnak megfelelő mondat kezdetét egy éles testtartás-váltás jelzi: az egész felsőtest hátrébb húzódik. A kötőszavak nem jelennek meg önálló elemekként.

### Szövegalkotás
Siketeknél szokásos, hogy először adnak egy bő leírást a háttérinformációkról. Képek leírásakor először azt írják le,ami a képen látható, és csak utána térnek rá a lényegre. Ez megfigyelhető akkor is, ha egy siket egy ismerőssel találkozik. Ez adja a jelnyelvi szövegek egyik jellegzetességét. A jelnyelv is tartalmaz szövegeket összetartó elemeket, amelyekkel korábbi beszélgetésekre lehet visszautalni.

## Kapcsolódó szócikk
- Hallatlan Alapítvány